# Aloe sinkatana x lomatophyllum
Aloe sinkatana x lomatophyllum é uma espécie de liliopsida do gênero Aloe, pertencente à família Asphodelaceae.